# Eyes of Eden
Eyes of Eden ist eine deutsche Symphonic-Metal-Band aus Dortmund.

## Geschichte
Die Band wurde 2004 von Waldemar Sorychta gegründet, neben der Sängerin Sandra Schleret gehörte Mika Kristian Karppinen von HIM zur Besetzung. Nach den Aufnahmen zum ersten Album erkrankte Sandra Schleret schwer, so dass das Debütalbum mit Franziska Huth neu aufgenommen werden musste.
Eyes of Eden spielte im September 2007 als Vorband auf der Paradise Lost Europa-Tournee 2007.

## Diskografie
- 2007: Faith (Album, Century Media)